# La donna il sogno & gli altri video
La donna il sogno & gli altri video è la versione VHS dell'album del gruppo musicale italiano 883 La donna il sogno & il grande incubo, pubblicata nel 1995.
La VHS comprende anche il video del brano inedito Non 6 Bob Dylan, il quale chiudeva l'album originale come traccia fantasma.

## Tracce
1. Musica
2. Una canzone d'amore
3. Il grande incubo
4. La radio a 1000 watt
5. Fattore S
6. Gli anni
7. O me (o quei deficienti lì)
8. Non 6 Bob Dylan
9. Senza averti qui
10. Gli avvoltoi
11. Ti sento vivere
12. Tieni il tempo